# Carpodacus waltoni
A Carpodacus waltoni a madarak osztályának verébalakúak (Passeriformes) rendjébe és a pintyfélék (Fringillidae) családjába tartozó faj.

## Rendszerezése
A fajt Richard Bowdler Sharpe angol zoológus és ornitológus írta le 1905-ben, a Propasser nembe Propasser waltoni néven.

## Alfajai
- Auróra-pirók (Carpodacus waltoni eos) (Stresemann, 1930)
- Carpodacus waltoni waltoni (Sharpe, 1905)[2]

## Előfordulása
Ázsia déli részén, Kína és Tibet területén honos. Természetes élőhelyei a szubtrópusi vagy trópusi magaslati gyepek és cserjések. Magassági vonuló.

## Megjelenése
Testhossza 12 centiméter.

## Természetvédelmi helyzete
Az elterjedési területe nagyon nagy, egyedszáma pedig stabil. A Természetvédelmi Világszövetség Vörös listáján nem fenyegetett fajként szerepel.